# Cathédrale Saint-Pierre de Bandung
Cette  cathédrale n’est pas la seule cathédrale Saint-Pierre.
La cathédrale Saint-Pierre de Bandung en Indonésie, est la cathédrale du diocèse de Bandung.

## Présentation
Elle fut construite sur les plans de l'architecte Charles Prosper Wolff Schoenmaker dans un style néo-gothique, elle a une superficie d'environ 2 385 m2.
La cathédrale fut consacrée le 19 février 1922 par Mgr Edmondo Luypen, S.J, vicaire apostolique de Batavia.

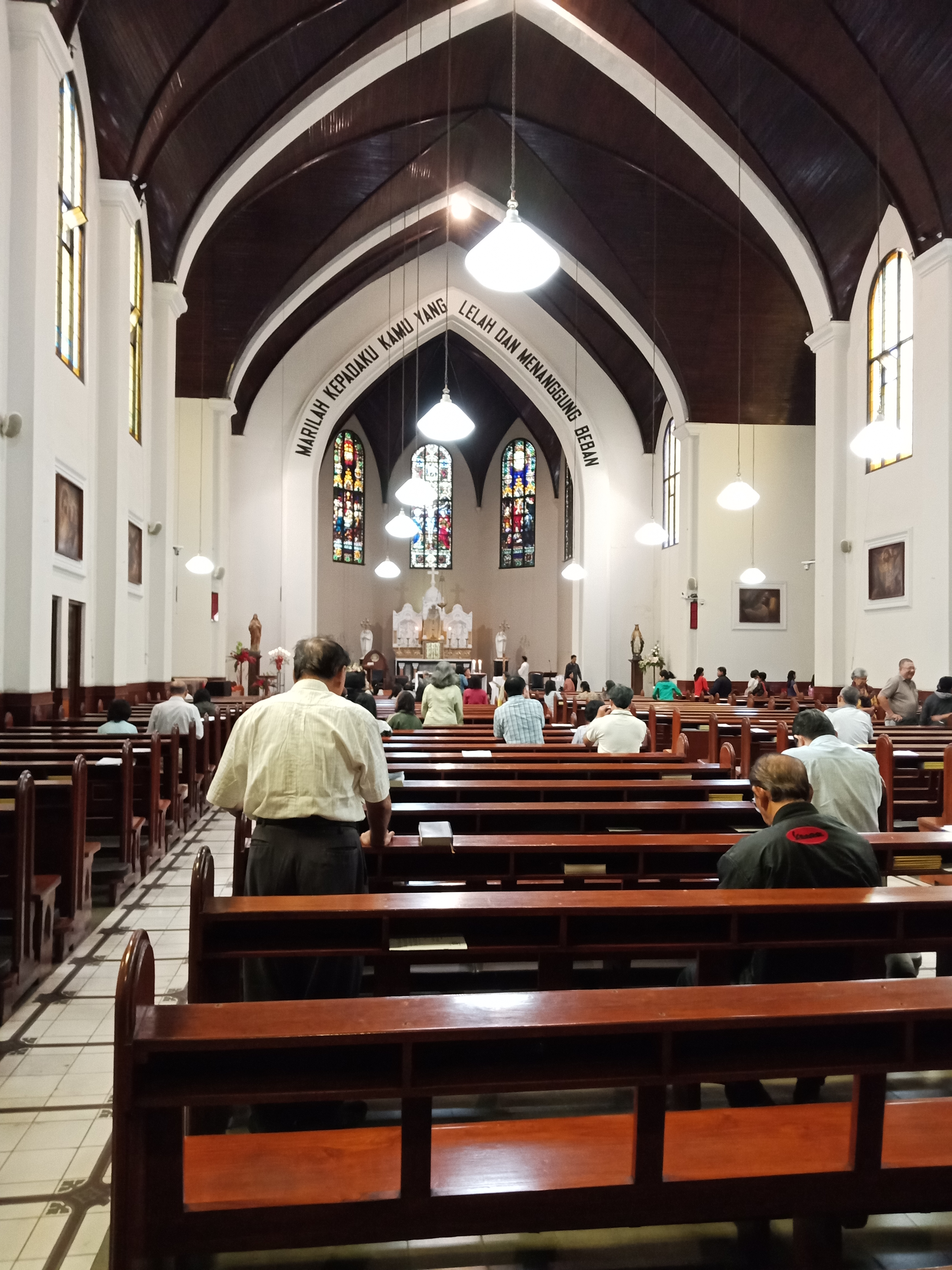
L'intérieur.